# Hermanas de Nuestra Señora del Refugio en el Monte Calvario
Las Hermanas de Nuestra Señora del Refugio en el Monte Calvario son una congregación religiosa católica femenina de derecho pontificio, fundada por la genovesa Virginia Centurione Bracelli en 1631, con el fin de cuidar un orfanato fundado por ella misma en el antiguo convento franciscano del Monte Calvario en Génova. A las religiosas de este instituto se les conoce como Hermanas del Refugio al Monte Calvario o simplemente como Brignolinas, y posponen a sus nombres las siglas: N.S.R.M.C.

## Historia

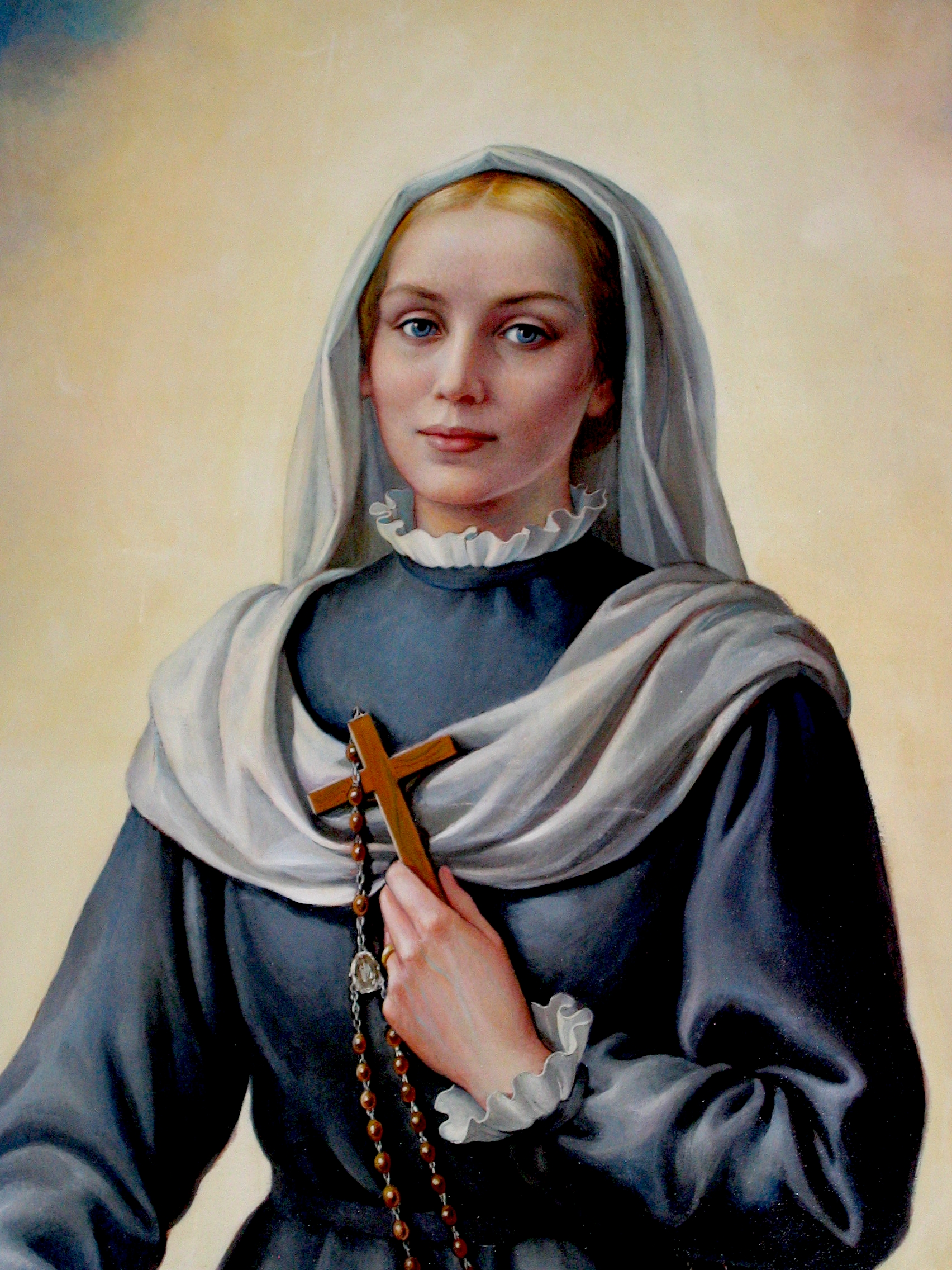
Virginia Centurione Bracelli (1587-1651), fundadora de la congregación.

Luego de la epidemia que azotó Génova en 1630, la noble Virginia Centurione Bracelli fundó un orfanato para ofrecerles refugio a las niñas que habían quedado sin familia. En 1631 dio inicio, en el antiguo convento franciscano del Monte Calvario, a la obra y para su atención instituyó una congregación religiosa femenina con el nombre de Hermanas de Nuestra Señora del Refugio en el Monte Calvario. Allí las hermanas se dedicaron no solo a la atención de las niñas huérfanas, sino además a la acogida de prostitutas que querían abandonar su estilo de vida y a leprosos y otros enfermos.
El gobierno genovés aprobó el instituto y se encargó de su mantenimiento y financiación, nombrando para la administración de sus bienes a cuatro procuradores. Emanuele Brignole, fundador del Grande Albergo dei Poveri en la misma Génova, fue el encargado de redactar las Constituciones de las hermanas, por esta razón a las religiosas se les conoce también como Brignolinas. El gobierno genovés no permitió la expansión del instituto, pensando a que las hermanas debían permanecer en Génova para la atención sanitaria de la ciudad. En algunas ocasiones fundaron fuera de Génova y prestaron sus servicios por poco tiempo, luego el gobierno genovés les hacía retornar a su ciudad. A causa de esto las religiosas que llegaron a Roma en 1827, cuando fueron llamadas a regresar a Génova, el papa Gregorio XVI les independizó de la rama genovesa, naciendo así la congregación de las Hijas de Nuestra Señora en el Monte Calvario en 1833.
Las brignolinas recibieron el decreto pontificio de alabanza el 25 de marzo de 1953, de manos de Pío XII. Las Constituciones fueron aprobadas definitivamente por la Santa Sede el 7 de octubre de 1964.
Virginia Centurione fue beatificada por el papa Juan Pablo II el 22 de septiembre de 1985 y canonizada por el mismo pontífice el 18 de mayo de 2003.

## Actividades y presencias
Las Brignolinas se dedican especialmente a la atención sanitaria en hospitales, hogares de ancianos y casas de reposo; y a la educación en escuelas para niños en básica primaria.
En 2011, la congregación contaba con unas 186 religiosas y 40 casas, presentes en: Italia, India, Nicaragua y República Dominicana. La curia general se encuentra en Génova y su actual superiora general es la religiosa Daniela Alice Burol.